# ランドローバー・ディフェンダー (L663)
ランドローバー・ディフェンダー (L663)（Land Rover Defender L663）は、イギリスの自動車メーカー、ランドローバーが2020年から製造・販売しているクロスオーバーSUVである。
長きにわたって基本設計の変わらなかったディフェンダー初のフルモデルチェンジ車として開発された。

## 概要
2019年4月30日、次期ディフェンダーのテストシーンが公開され、2019年6月4日に次期ディフェンダーの最終フィールドテストの様子が公開された。
2019年9月10日、フランクフルトモーターショーにて新型ディフェンダーを発表。生産はスロバキアのニトラにあるジャガーランドローバーの新工場で行われる。

### メカニズム
ショートホイールベースの「ディフェンダー90」とロングホイールベースの「ディフェンダー110」、8人乗りモデルの『ディフェンダー130』がラインナップされる。新たに開発されたD7xアーキテクチャが採用され、先代までのラダーフレームからアルミニウム製のモノコックに変更された。サスペンションは前後とも独立懸架となる。
エンジンは、最高出力200PSと240PSの2.0 L直列4気筒ディーゼルターボ、300PSの2.0 L直列4気筒ガソリンターボ、300PSの3.0 L直列6気筒ディーゼルターボ、400PSの3.0 L直列6気筒ガソリンターボが設定された。

## 日本での販売
2019年11月3日、日本での先行予約受付を開始。導入されるのは「ディフェンダー90ローンチエディション」「ディフェンダー110ローンチエディション」の2モデル。エンジンは2.0 L直4ガソリンエンジン「インジニウム」が搭載される。150台限定でデリバリーは2020年夏から。
ローンチエディションが受注開始から4日で上限台数に達したため、同年11月18日に先行予約モデル第2弾の「スタートアップエディション」が発表され、同日から2020年3月31日まで受注を受け付けた。ローンチエディションとはスペック・装備面の大きな違いはないが、受注台数が制限されていない。デリバリーは2020年秋以降。
2020年4月6日、通常モデルの受注を4月9日に開始する事が発表された。これに加えて、需要の高いアイテムを標準装備した日本限定仕様「キュレーテッドスペック」を90と110で合計5種類設定されることが発表された。
| エンジン型式 | 総排気量 cc | ボアxストローク mm/mm | 最高出力 kW (PS)/rpm | 最大トルク Nm/rpm  | 搭載モデル                            | 販売時期            | 価格    |
| ------------ | ----------- | --------------------- | -------------------- | ------------------ | ------------------------------------- | ------------------- | ------- |
| P300         | 1,997       | 83x92.4               | 221 (300) /5,500     | 400 /1,500 - 4,500 | ディフェンダー                        | 2020年4月-          | 499万円 |
| P300         | 1,997       | 83x92.4               | 221 (300) /5,500     | 400 /1,500 - 4,500 | ディフェンダー S                      | 2020年4月-          | 582万円 |
| P300         | 1,997       | 83x92.4               | 221 (300) /5,500     | 400 /1,500 - 4,500 | ディフェンダー SE                     | 2020年4月-          | 648万円 |
| P300         | 1,997       | 83x92.4               | 221 (300) /5,500     | 400 /1,500 - 4,500 | ディフェンダー HSE                    | 2020年4月-          | 730万円 |
| P300         | 1,997       | 83x92.4               | 221 (300) /5,500     | 400 /1,500 - 4,500 | ディフェンダー ファーストエディション | 2020年4月-2021年3月 | 739万円 |

| エンジン型式 | 総排気量 cc | ボアxストローク mm/mm | 最高出力 kW (PS)/rpm | 最大トルク Nm/rpm  | 搭載モデル                            | 販売時期            | 価格    |
| ------------ | ----------- | --------------------- | -------------------- | ------------------ | ------------------------------------- | ------------------- | ------- |
| P300         | 1,997       | 83x92.4               | 221 (300) /5,500     | 400 /1,500 - 4,500 | ディフェンダー                        | 2020年4月-          | 589万円 |
| P300         | 1,997       | 83x92.4               | 221 (300) /5,500     | 400 /1,500 - 4,500 | ディフェンダー S                      | 2020年4月-          | 663万円 |
| P300         | 1,997       | 83x92.4               | 221 (300) /5,500     | 400 /1,500 - 4,500 | ディフェンダー SE                     | 2020年4月-          | 732万円 |
| P300         | 1,997       | 83x92.4               | 221 (300) /5,500     | 400 /1,500 - 4,500 | ディフェンダー HSE                    | 2020年4月-          | 812万円 |
| P300         | 1,997       | 83x92.4               | 221 (300) /5,500     | 400 /1,500 - 4,500 | ディフェンダー ファーストエディション | 2020年4月-2021年3月 | 820万円 |